# Liste der Monuments historiques in Lozay
Die Liste der Monuments historiques in Lozay führt die Monuments historiques in der französischen Gemeinde Lozay auf.

## Liste der Bauwerke
| Bezeichnung      | Beschreibung              | Standort | Kennzeichnung | Schutzstatus | Datum | Bild           |
| ---------------- | ------------------------- | -------- | ------------- | ------------ | ----- | -------------- |
| Kirche St-Pierre | Erbaut im 12. Jahrhundert | (Lage)   | PA00104784    | Classé       | 1953  | weitere Bilder |

## Liste der Objekte

### Kirche St-Pierre
| Bezeichnung                            | Beschreibung                                                              | Standort | Kennzeichnung | Schutzstatus | Datum | Bild |
| -------------------------------------- | ------------------------------------------------------------------------- | -------- | ------------- | ------------ | ----- | ---- |
| Hochaltar                              | Altar und Tabernakel; Holz, farbig gefasst und vergoldet, 18. Jahrhundert | (Lage)   | PM17000683    | Classé       | 1984  |      |
| Retabel mit Gemälde Mariä Verkündigung | Holz und Öl auf Leinwand, 17. oder 18. Jahrhundert                        | (Lage)   | PM17001692    | Inscrit      | 1991  |      |
| Retabel und Gemälde Heilige Radegundis | Holz und Öl auf Leinwand, 17. oder 18. Jahrhundert                        | (Lage)   | PM17001693    | Inscrit      | 1991  |      |